# .cl
.cl is het achtervoegsel van Chileense domeinnamen. .cl-domeinnamen worden uitgegeven door Universidad de Chile. Registratie van second-leveldomeinen voor deze TLD is toegankelijk voor inwoners van Chili. Het RUT-nummer, dat uitgegeven wordt als identificatienummer aan Chileense inwoners, is vereist voor de registratie.
Registratie van domeinnamen met accenten is mogelijk sinds 2005.
Ondanks de kleine bevolking eindigt 25% van alle Latijns-Amerikaanse domeinnamen met het achtervoegsel .cl. Chili komt daardoor net na Brazilië.